# Przyłęg (Trzcianka)
Przyłęg (deutsch Dolfusbruch) ist ein Dorf in der Landgemeinde (Gmina) in der Landgemeinde (Gmina) Trzcianka (Schönlanke)  im  Powiat Czarnkowsko-Trzcianecki (Czarnikau-Schönlanker Kreis) in der polnischen Woiwodschaft Großpolen.

## Geographische Lage
Die Ortschaft liegt im Netzedistrikt im ehemaligen Westpreußen, etwa 32 Kilometer südsüdwestlich von Deutsch Krone (Wałcz), 15 Kilometer ostsüdöstlich von Schloppe (Człopa) und neun Kilometer ostsüdöstlich von Drahnow (Drzonowo Wałeckie).

## Geschichte
Die Ortschaft Dolfusbruch wurde nach 1783 angelegt und ist deshalb noch nicht in dem topographischen Nachschlagewerk von Goldbeck verzeichnet. Die Kolonie erhielt ihren Namen zu Ehren des Grundherrn, eines von Dolfus. Sie grenzte im Süden an die Siedlung Karolina. George Sebastian von der Goltz, Erbherr auf Zützer, Drahnow und Trebbin bei Schloppe, verkaufte 1783 die Güter Drahnow und Trebbin. Vielleicht stammte die Gemarkung, auf der die Siedlung Dolfusbruch entstand, aus diesem Verkauf.
Um 1930 hatte die Gemeinde Dolfusbruch eine 2,3 km² große Gemarkungsfläche, und im Gemeindegebiet befanden sich zwei Wohnplätze, auf denen insgesamt 16 bewohnte Wohnhäuser standen:
- Dolfusbruch
- Forsthaus Dolfusbruch

Im Jahr 1945 gehörte Dolfusbruch zum Landkreis Deutsch Krone im Regierungsbezirk Grenzmark Posen-Westpreußen der preußischen Provinz Pommern des Deutschen Reichs. Dolfusbruch war Sitz des Amtsbezirks Dolfusbruch.
Im Februar 1945 wurde Dolfusbruch von der Roten Armee besetzt. Nach Beendigung der Kampfhandlungen wurde die Region seitens der sowjetischen Besatzungsmacht zusammen mit ganz Hinterpommern und der südlichen Hälfte Ostpreußens – militärische Sperrgebiete ausgenommen – der Volksrepublik Polen zur Verwaltung überlassen. Es wanderten nun Polen zu. Dolfusbruch wurde unter der polnischen Ortsbezeichnung „“ verwaltet. Die einheimische Bevölkerung wurde von der polnischen Administration aus Dolfusbruch vertrieben.

### Demographie
| Jahr | Einwohner | Anmerkungen                                     |
| ---- | --------- | ----------------------------------------------- |
| 1818 | 70        | königliches Dorf, Amt Schloppe                  |
| 1864 | 138       | darunter 131 Evangelische und sieben Katholiken |
| 1910 | 84        | am 1. Dezember, sämtlich Evangelische           |
| 1925 | 72        | sämtlich Evangelische                           |
| 1933 | 67        | [ 8 ]                                           |
| 1939 | 62        | am 17. Mai                                      |

## Kirche
Die Protestanten der bis 1945 anwesenden Dorfbevölkerung gehörten ursprünglich zum evangelischen Kirchspiel Schloppe und wurden zum 1. April 1896 in die evangelische Kirchengemeinde Schönlanke eingepfarrt.